# Tarik Sektioui
Tarik Sektioui (* 13. Mai 1977 in Fès, Marokko) ist ein ehemaliger marokkanischer Fußballspieler und heutiger -trainer.

## Spielerkarriere
Seine Karriere begann in seiner Geburtsstadt, bei Maghreb Fez. Dort wurde der französische Verein AJ Auxerre auf ihn aufmerksam und verpflichtete den Außenstürmer 1998. Nach nur einem Jahr verließ er Frankreich wieder und ging in die Schweiz zu Neuchâtel Xamax. Auch hier hielt es ihn nicht lange und er wechselte 2000 zum niederländischen Klub Willem II Tilburg. In Tilburg spielte er vier Jahre und nahm mit dem Verein sogar in der Champions League teil.
2004 entschied er sich für einen Wechsel zum Ligakonkurrenten AZ Alkmaar, nachdem sein Vertrag auslief. Auch in Alkmaar war der rechte Stürmer gesetzt und steuerte einige Tore zur Vizemeisterschaft 2005 in der Ehrendivision bei.
Ein Jahr später folgte dann der Wechsel zum FC Porto, die für den Marokkaner 1 Mio. € gezahlt haben. Dort kam er zunächst kaum zum Einsatz und wurde Anfang 2007 für ein halbes Jahr an RKC Waalwijk ausgeliehen. In der Saison 2007/08 war er fester Bestandteil des Teams. In der Spielzeit 2008/09 saß er hingegen meist auf der Ersatzbank.
Im Sommer 2009 verließ Sektioui Porto und wechselte zum Adschman Club in die Vereinigten Arabischen Emirate. In der Saison 2010/11 spielte er ein weiteres Mal für Maghreb Fez in seiner Heimatstadt, ehe er seine aktive Karriere beendete.

## Trainerkarriere
Im Jahr 2012 übernahm Sektioui das Traineramt bei seinem früheren Klub Maghreb Fez im marokkanischen Botola, der höchsten Liga des Landes. Im Jahr 2013 bekleidete er das Amt erneut. Nachdem er zwischendurch für den Lokalrivalen Wydad Fez gearbeitet hatte, kehrte er Mitte 2016 zu Maghreb zurück, das gerade in die zweite Liga abgestiegen war. Nach zwei vergeblichen Anläufen zum Wiederaufstieg verließ er den Klub Mitte 2018 wieder. Seit November 2018 betreut er die marokkanische U-20-Nationalmannschaft.

## Erfolge
- Portugiesischer Meister: 2007, 2008, 2009.
- Portugiesischer Pokalsieger: 2009
- Marokkanischer Pokalsieger: 2011
- Bronzemedaille bei den Olympischen Spielen: 2024 (als Trainer)